# Joaquim Rius i Torrella
Joaquim Rius i Torrella (Terrassa, 1869) va ser un inventor català, mestre de primària elemental, aficionat en l'astronomia, inventor d'aparells que van resultar altament profitosos per a la pedagogia.
Va crear el primer aparell mecànic automàtic de pla vertical demostratiu pràctic del sistema astronòmic tingut per veritable. Va publicar el 1906 el llibre Breves nociones geógrafo-astronómicas para real comprensión del Sistema Copérnico Imaginariamente observado desde la constelación del Dragón extremo del eje de la eclíptica, centro del círculo que describe el eje polar ártico de la Tierra en movimento de Precesión distinguiéndose los movimentos de los astros de dicho sistema mediante el Aparado Mecánico Automático de Plano Vertical demostrativo práctico del Sistema Astronómico tenido por verdadero.
El març del 1904 va ser premiat amb un diploma d'honor en el concurs exposició de treballs manuals de Barcelona pel seu treball «Metamorfosis de la estrella», que consistia en una combinació de línies corporitzades que tenien moltes i belles transformacions, servint per fer accessible la conquesta del cos geomètric per mitjà de la línia.

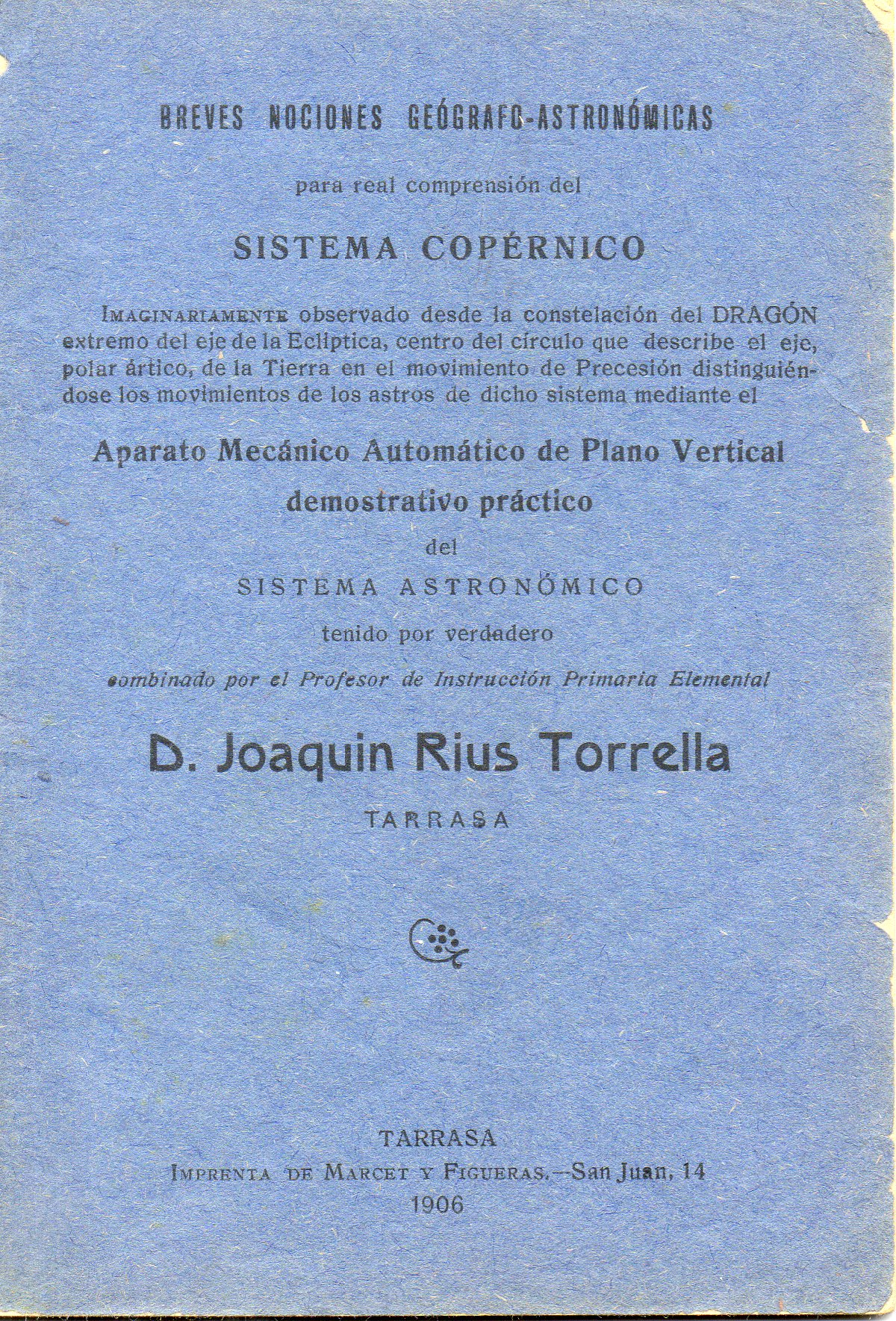
Frontís del llibre Breves nociones...

Va exposar a Barcelona el 1914 un aparell mecànic automàtic d'horari mundial que indicava per mitjà de manetes mòbils, l'hora exacta en hores i minuts de 31 capitals mundials, amb il·luminació i molles amb energia elèctrica, presentant un calendari perpetu, indicant els set dies de la setmana, dies del mes, mesos de l'any, estacions, paral·lelisme de l'eix de la Terra, posicions simultànies de la Terra i el Sol respecte a les constel·lacions zodiacals, llunacions figurades, llunacions reals, isocronisme de la Lluna i proporció entre els seus moviments i rotació de la Terra, dies i nits, efectes de la força centrífuga de la Terra, recomposició de la llum blanca de l'espectre solar i extensió proporcional dels set colors. Segons les revistes tècniques i la premsa general, la feina de Rius «fué considerado digna de aplauso y recompensa, ya por la originalidad, ya por su ingenio en la construcción, ya por su labor pedagógicoastronómica.»
Va ser l'autor del projecte de modificació del calendari, (quan als Estats Units van constituir un Comitè Nacional encarregat de la unificació de l'any que pretenia fer un calendari fix de tretze mesos amb 28 dies cada mes a partir de 1933) on proposava un calendari amb 12 mesos a l'any, en que cada any l'1 de gener seria diumenge i, per tant, les festivitats, ocorrerien sempre en el mateix dia de mes i dia de la setmana.
Tot i que bona part de la seva vida la va passar a Terrassa, des de la dictadura de Primo de Rivera fins a principis dels anys 1930, va viure a Sant Fruitós de Bages, l'ajuntament li va donar el permís per exposar els seus aparells.

## Obra
- Rius Torrella, Joaquin. Breves nociones Geógrafico-Astronómicas para real comprensió del Sistema Copérnico (pdf) (en castellà).  Terrassa: Imprenta de Marcet y Figueras, 1906, p. 48.